# Microdon squamipennis
Microdon squamipennis är en tvåvingeart som beskrevs av Enrico Adelelmo Brunetti 1923. Microdon squamipennis ingår i släktet myrblomflugor, och familjen blomflugor. Inga underarter finns listade i Catalogue of Life.